# كريس مور (لاعب كرة قدم)
كريس مور (بالإنجليزية: Chris Moore)‏ (13 يناير 1980 في المملكة المتحدة - ) هو لاعب كرة قدم بريطاني في مركز الهجوم. لعب مع نادي برينتفورد ونادي فارنبوروه ونادي تشيلمسفورد وداغنهام وريدبريدج وإغهم تاون ‏ ونادي نورثوود لكرة القدم وUxbridge F.C. ‏ ونادي ويلدستون لكرة القدم.

## وصلات خارجية
- كريس مور (لاعب كرة قدم) على موقع قاعدة بيانات كرة القدم.إي يو (الإنجليزية)
- كريس مور (لاعب كرة قدم) على موقع Soccerbase.com (لاعب) (الإنجليزية)